# NGC 254
NGC 254 (również PGC 2778) – galaktyka soczewkowata (SB0), znajdująca się w gwiazdozbiorze Rzeźbiarza. Odkrył ją John Herschel 28 września 1834 roku.